# السنن المبسوط
السنن المبسوط هو كتاب فقهي، ألفه الإمام ابن المنذر النيسابوري (241 هـ - 318 هـ)، أشار ابن المنذر إلى هذا الكتاب في كتابه الأوسط في السنن والإجماع والاختلاف أكثر من مرة , ويعد كتاب السنن المبسوط من أكبر كتب ابن المنذر الفقهية ، وقد أطلق عليه الذهبي اسم المبسوط في الفقه ، وقال: لم يصنف مثله.